# Tejosari (Metro Timur)
Tejosari is een bestuurslaag in het regentschap Metro van de provincie Lampung, Indonesië. Tejosari telt 2738 inwoners (volkstelling 2010).